# Romerske præsteembeder
Romerske præsteembeder dækker over en række præsteskaber, der var ansvarlige for de religiøse handlinger, som indgik i den romerske statskult.
Romerne skelnede skarpt mellem den offentlige kult, den private kult i hjemmet og de øvrige kultfællesskaber, der fandtes i Romerriget. I familien varetog husfaderen (pater familias) dyrkelsen af de guddomme, som var tilknyttet husstanden, mens de fremmede religioner, som ofte var tolereret men ikke statsanerkendte, havde deres egne præsteskaber. Statskultens præster derimod blev anset for at være offentlige personer, på samme måde som de politiske ledere, mens de fungerede i deres embede, udenfor religiøse sammenhænge havde de dog modsat magistraterne igen status som privatpersoner. Statskultens præster blev kaldt sacerdotes, hvilket bedst kan oversættes til "en, der fuldfører hellige gerninger", og det var deres opgave at føre tilsyn med ritualerne, så de blev udført i overensstemmelse med den guddommelige lov, ius divinum. Præstegerningen var i de fleste tilfælde et slags bierhverv, idet det eneste fuldtidspræsteembede i Rom var vestalindernes.
Romerne skelnede også skarpt mellem de handlinger, der blev foretaget i politiske sammnehæge, og de, som havde religiøs karaktér. Alligevel havde visse af præsterne stor politisk indflydelse, da det bl.a. var deres opgave at fastlægge hvilke dage der var fasti, nefast eller comitalis, dvs. de kunne hvornår der kunne føres politik og afholdes valg. Denne indflydelse blev især benyttet i Republikkens sidste tid og under den Romerske borgerkrig.
De mest betydningsfulde præster var flamines maiores (dvs. flamen dialis, flamen martialis og flamen quirinalis), rex sacrorum ("offerkongen") og pontifex maximus ("den største præst"). De mange flamines var hver tilknyttet en gud, og flamines maiores havde ansvaret for kulten for de tre guder, der indgik i den kapitolinske triade, mens rex sacrorum formodentlig var et levn fra tidligere tiders sakrale kongedømme. Pontifex maximus blev i løbet af Republikkens tid den fornemste præst og havde det sidste ord i sager af religiøs karaktér. Senere blev denne titel da også overtaget af kejserne og derefter paverne.
Haruspices var ikke et officielt præsteembede, men var en oprindelig etruskisk præst, der blev brugt i forbindelse med embedsgerninger.

## Simplificeret oversigt over romerske præsteembeder
Betydning og indhold af de enkelte præsteskaber forandrede sig og tilpassede sig til nye tider igennem hele Romerrigets historie. Eksempelvis blev efter Republikkens indførelse mange af de religiøse pligter, der havde påhvilet kongen, fordelt på en række forskellige typer præster. Og før 300 f.v.t. var en række embeder forbeholdt medlemmer af patricierstanden, men Lex Ogulnia gjorde det muligt også for plebejere at blive valgt til en række embeder.
Nedenstående tabel viser indholdet af de enkelte embeder i løbet af Republikkens tid.